# Sestiere

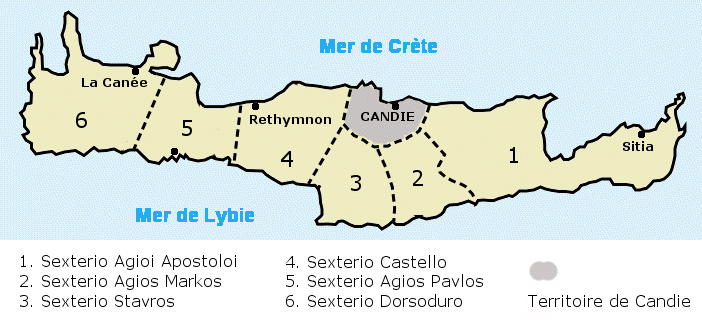
Division de la Crète vénitienne en sestieri.

Le sestiere est une subdivision qu'on retrouve dans certaines villes d'Italie.

## Étymologie
Le terme désigne à l'origine la sixième partie d'une ville, de façon analogue au quartier (qui en désigne le quart).
En italien, le terme s'écrit sestiere au singulier (prononcé /ses'tjɛre/) et sestieri au pluriel (/ses'tjɛri/).

## Exemples
Les sestieri sont la désignation traditionnelle locale des quartiers des centres historiques des villes italiennes suivantes :
- Venise
- Burano
- Raguse
- Milan
- Gênes (Ligurie)
- Rapallo (Ligurie)
- Lavagna (Ligurie)
- Vintimille (Ligurie)
- Ascoli Piceno (Centre)
- Teramo (Centre)
- Sulmone (Centre)
- Florence

Pendant sa domination par la république de Venise, la Crète est également découpée en sestiere, nommés d'après ceux de Venise.